# Cladonia marcellii
Cladonia marcellii är en lavart som beskrevs av Ahti & S. Stenroos. Cladonia marcellii ingår i släktet Cladonia och familjen Cladoniaceae.   Inga underarter finns listade i Catalogue of Life.